# 男と女
『男と女』（おとことおんな、仏: Un homme et une femme）は、1966年のフランスの恋愛映画。監督はクロード・ルルーシュ、出演はアヌーク・エーメとジャン＝ルイ・トランティニャンなど。第19回カンヌ国際映画祭でグランプリ（当時）を受賞し、ルルーシュの名を世界に知らしめた。

## ストーリー
スタントマンの夫ピエールを事故で亡くしたスクリプト・ガール（映画監督の助手）のアンヌは、娘フランソワーズを寄宿学校に預け、パリで一人暮らしをしていた。ある日、娘に会うために寄宿学校に行った帰り、パリ行きの列車を逃してしまう。そんなアンヌにジャン・ルイという男性が車で送ると申し出た。ジャン・ルイも同じ寄宿学校に息子アントワーヌを預けており、また、妻ヴァレリーを自殺で亡くしていた。

## キャスト
| 役名                 | 俳優                           | 日本語吹替 | 日本語吹替 |
| 役名                 | 俳優                           | TBS版1     | TBS版2     |
| -------------------- | ------------------------------ | ---------- | ---------- |
| アンヌ               | アヌーク・エーメ               | 小沢寿美恵 | 小沢寿美恵 |
| ジャン・ルイ         | ジャン＝ルイ・トランティニャン | 西沢利明   | 西沢利明   |
| ピエール             | ピエール・バルー               | 中田浩二   | 堀勝之祐   |
| ヴァレリー           | ヴァレリー・ラグランジュ       |            | 信沢三恵子 |
| 寄宿学校の校長       | シモーヌ・パリ                 |            | 香椎くに子 |
| アントワーヌ         | アントワーヌ・シレ             |            | 佐藤隆浩   |
| フランソワーズ       | スアド・アミドゥ               |            | 藤枝成子   |
| ラジオのアナウンサー | ジェラルド・シレ               | 納谷六朗   | 納谷六朗   |
| ガソリンスタンド店員 | ポール・ル・パーソン           | 藤本譲     | 藤本譲     |

- TBS版1：初回放送1975年4月14日『月曜ロードショー』[注 2]
  - 翻訳：森田瑠美
- TBS版2：初回放送1983年4月28日『名作洋画ノーカット10週』
  - 演出：小林守夫、翻訳：森田瑠美、制作：東北新社／TBS

## 音楽
クロード・ルルーシュの盟友である、フランシス・レイが担当している。「ダバダバダ」のスキャットが全編に流れる主題歌は非常に有名で、後に様々なアーティストにカバーされている。
歌っているのは、フランシス・レイの盟友であり、出演もしているピエール・バルーと、『愛と哀しみのボレロ』や『個人教授』で歌声を披露しているニコール・クロワジールである。
なお、この映画中の曲「サンバ・サラヴァ（邦題：男と女のサンバ）」は、ヴィニシウス・ヂ・モライスとバーデン・パウエルが作った曲「サンバ・サラヴァ」をピエール・バルーがフランス語に訳して自ら歌ったものである。

### 主なカバー
- 野宮真貴 - カバーアルバム『男と女 〜野宮真貴、フレンチ渋谷系を歌う。』（2016年8月31日）に収録。横山剣とのデュエット版とクレモンティーヌとカジヒデキとのオールスキャット版が収録[1]。

## 備考

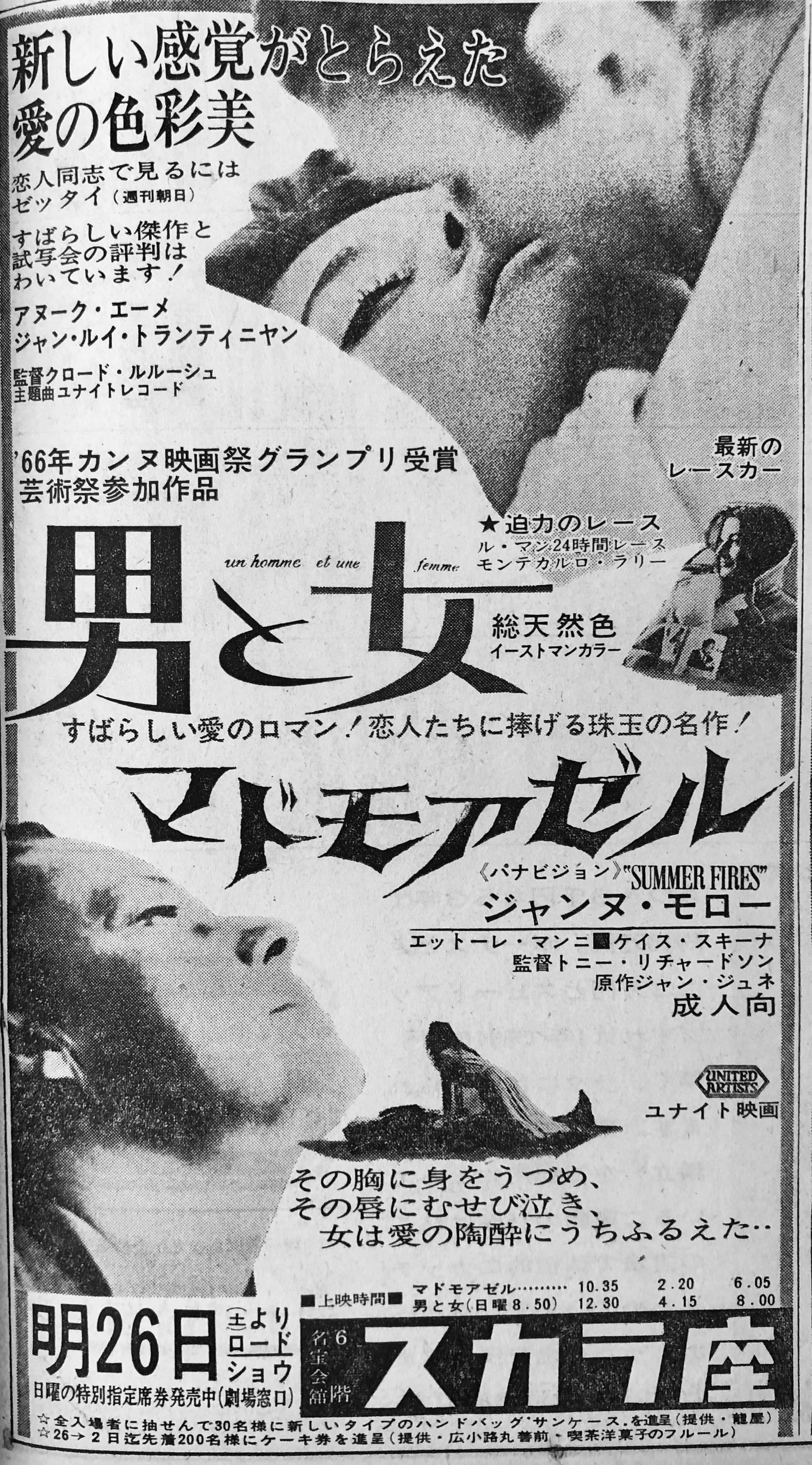
日本の新聞広告。愛知県ではトニー・リチャードソン監督の『マドモアゼル』との二本立てだった。

- クロード・ルルーシュにとって出世作となった。ルルーシュ自身は、20歳前後から短編映画を中心に作品を撮っていたが、無名の存在であった。本作の撮影に際しては、制作費のスポンサーが付かなかった為に自ら製作したが、本作で一躍有名となり、フランスを代表する映画監督の一人となった。

- ピエール・バルーも本作の出演を契機に俳優としての地位を確かにした。ピエール・バルーは、本作品のための資金集めのために、音楽出版社サラヴァを組織していた。

- フランシス・レイは、それまでもエディット・ピアフの晩年に曲を提供したり、イブ・モンタンの伴奏などで活躍していたが、本作の主題歌で作曲家としての地位を築き上げた。

- 主人公の男はレーサーという設定で、フォード・GT40をテストするシーンやフォード・マスタングでモンテカルロ・ラリーに出場するシーンなどがある。また、ル・マン24時間レース、モンテカルロ・ラリーの実際の映像も使用されている。

- 1966年劇場公開当時のキャッチコピーは「たちきれぬ過去の想いに濡れながら　愛を求める永遠のさすらい　………その姿は男と女」。

- 公開当時中学生であった高橋幸宏は、この映画を観るために映画館に18回も通い、後の自身の音楽やファッションに多大な影響をもたらしたという。劇中歌から「Saravah（君に幸あれ）」というポルトガル語をとってファールトアルバムのタイトルにし、ジャケットや曲のアレンジからも非常に影響を受けていることが窺える（詳しくは「サラヴァ!」参照）。ピエール・バルーとはその後、映画「四月の魚」の主題歌にて共作が実現した。

## 続編
- 男と女II
- 続・男と女（実質はリメイク）
- 男と女 人生最良の日々 (2019)